# Anii 1560
Secole: Secolul al XV-lea - Secolul al XVI-lea - Secolul al XVII-lea
Decenii: Anii 1510 Anii 1520 Anii 1530 Anii 1540 Anii 1550 - Aniii 1560 - Anii 1570 Anii 1580 Anii 1590 Anii 1600 Anii 1610
Ani: 1560 1561 1562 1563 1564 1565 1566 1567 1568 1569